# Стимфалске птице
Стимфалске птице су у грчкој митологији огромне птице које су пустошиле околину аркадијског града Стимфала, док их Херакле није отерао по наређењу Еуристеја. Одатле су отишле на обалу Еуксинског понта (Црно море).
Оне су нападале животиње и људе и раскидале их својим бакарним канџама и кљуновима. Перје тих птица било је од тврде бронзе, које су после узлетања могле, попут стрела, могле да бацају на сваког.